# 사이클린 의존성 인산화효소 1
사이클린 의존성 인산화효소 1(영어: Cyclin-dependent kinase 1, Cdk1)은 고도로 보존된 세린/트레오닌 단백질 인산화효소로 기능하고 세포 주기 조절에 있어 주요 인자이다. 세포 분열 주기 단백질 2 동족체 (영어: cell division cycle protein 2 homolog, Cdc 2 homolog)라고도 불린다. 출아효모균 Saccharomyces cerevisiae, 분열효모균 Schizosaccharomyces pombe에서 주로 연구되었으며, 각각 cdc28과 cdc2로 유전자에 암호화되어있다. 인간에서 Cdk1은 CDC2 유전자에 암호화되어있다. Cdk1은 사이클린과 복합체를 형성해 저마다 표적 기질을 인산화해, 세포주기를 진행시킨다.

## 구조

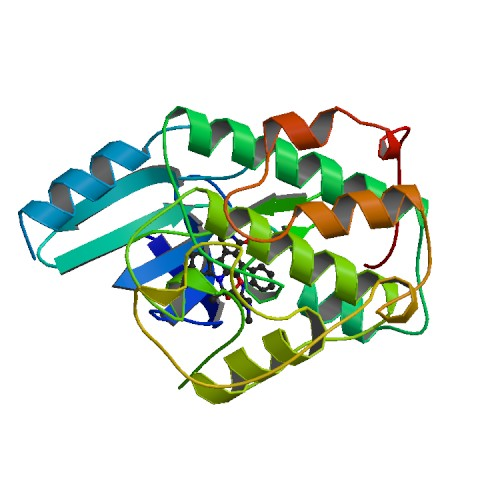
인간 Cdk1 동족체 Cdk2의 결정 구조

Cdk1은 약 34 kDa의 작은 단백질로, 고도로 보존되어있다. 사람에서 Cdk1의 동족체와 효모에서의 동족체는 약 63% 아미노산 배열이 동일하다. 게다가, cdc2유전자에 돌연변이가 발생한 효모는 인간 동족체로 돌연변이 표현형으로부터 회복 할 수 있다. Cdk1은 다른 단백질 인산화효소에도 공통적으로 존재하고 단백질 인산화효소 모티프로 대부분 이루어져있다. 다른 인산화효소와 유사하게 Cdk1에는 ATP가 결합할 수 있는 갈라진 홈이 존재한다. 기질은 홈의 입구 부근에서 결합하고 Cdk1은 ATP의 γ-인산과 기질 세린/트레오닌 잔기의 하이드록시기 사이에 공유결합 형성을 촉매한다.
촉매 코어에 더해 Cdk1은 다른 사이클린 의존성 인산화효소와 유사한 활성화 루프 (T 루프)를 가진다. 사이클린과 상호작용하지 않았을 때, T 루프는 Cdk1 활성부위에 기질이 결합는 것을 억제한다. 또한 Cdk1은 PSTAIRE 헬릭스 (C 헬릭스)를 억제한다. 이 헬릭스는 사이클린의 결합에 함께 움직여 활성부위의 재배치하고, Cdk1의 인산화효소 활성을 촉진한다. 이런 기본적 기작은 Cdk2 같은 다른 Cdk와 같지만 구체적인 상호작용양식은 Cdk마다 다르다.

## 기능
사이클린과 결합한 Cdk1에 있어 인산화는 세포주기 진행을 야기한다. Cdk1의 활성은 출아효모균 S. cerevisiae에서 가장 잘 이해가 가기 때문에 여기서는 S. cerevisiae의 Cdk1 (Cdc28)의 활성에 대해 기술한다.
출아효모균에 있어 세포주기 진행의 시작은 SBF (SCB-binding factor)와 MBF (MCB-binding factor), 두 가지 조절복합체에 의해 제어된다. 이 같은 2 가지 복합체는 G1/S 기 유전자 전사를 개시하지만, 통상적으론 비활성상태로 있다. SBF는 Whi5에 의해 저해되고있지만, Cln3-Cdk1 (척추동물에선 사이클린 D)에 의해 인산화하여 Whi5는 핵으로부터 반출되고 G1/S 레귤론의 전사가 진행된다. 이 레귤론에 G1/S기의 사이클린 Cln1, 2 (척추동물에선 사이클린 E)가 포함된다. G1/S 기 사이클린-Cdk1 복합체에 의해 S기로 진행하기 위해 준비 (중십체의 복제 등)가 행해지며, S기 사이클린 (Clb5, 6, 척추동물에선 사이클린 A)의 수준이 증가한다. S기 사이클린-Cdk1 복합체는 직접적인 복제원점의 초기화가 행해지지만, 이른 S기의 개시는 Sic1에 의해 억제된다.
또한 G1/S기 사이클린 혹은 S기 사이클린-Cdk1 복합체의 활성화에 의해 Sic1의 수준은 급격하게 줄어들고, S기로의 진행을 행한다. 그 후 M기 사이클린 (Clb1, 2, 3, 4 등, 척추동물에선 사이클린 B)과 Cdk1의 복합체에 의해 인산화가 방추체 조립이나 자매염색분체 분리가 일어난다. 또한, Cdk1에 있어 인산화는 유비퀴틴 합성 효소로 인해 APCCdc20도 활성화해, 염색분체의 분리나 더 나아가 M기 사이클린 분해를 활성화시킨다. 이 M기 사이클린 파괴로 인해 유사분열 최종단계 (방추체의 해체 등)가 일어난다.

## 조절
Cdk1은 사이클린 결합으로 인해 조절된다. 사이클린 결합으로 인해 Cdk1 활성부위로의 접근이 변화하고 Cdk1 인산화효소 활성이 가능해진다. 또한 사이클린은 Cdk1 활성에 특이성을 부여한다. 적어도 일부의 사이클린에는 기질과 직접상호작용할 수 있는 소수성 패치가 존재해 그로인해 표적특이성을 띄게 된다. 사이클린은 특정한 세포 내 부위에 있는 Cdk1의 표적화를 진행시킨다.
Cdk1은 사이클린으로 인한 조절에 더불어 인산화에 의해서도 조절된다. 보존된 티로신 잔기 (인간에선 Try15)의 인산화는 Cdk1을 저해한다. 이 인산화로 인해 ATP의 결합 배열이 변화해 효율적인 인산화효소 활성이 저해되는 것으로 생각된다. 분열효모균 S. pombe에선, DNA 합성이 완료되지 않았을 때, 이 인산화가 안정화시켜 유사분열의 진행을 막는다. 모든 진핵생물에서 보존된 Wee1이 Tyr15의 인화를 일으키고 Cdc25 패밀리 구성요소의 단백질 인산가수분해효소가 이 활성에 길항한다. 이러한 인자 간의 균형으로 세포주기의 진행이 제어되는 것으로 예상된다. 거기에 더해 Wee1은 Cdr1, Cdr2, Pom1 같은 인자에 의해 제어된다.
Cdk-사이클린 복합체는 Cdk 저해 인자의 직접적인 결합에 의해 제어된다. 이런 단백질 중 하나가 위에서 말한 Sic1이다. Sci은 S기 사이클린 Clb5,6-Cdk1 결합체에 직접결합해 저해하는 인자이다. G1/S기 사이클린 Cln1,2-Cdk1에 의해 Sic1 복수 개소의 인산화는 Sic1의 유비퀴틴화와 분해 시기, 즉 S기로의 진행 시기를 결정한다고 생각된다. Sic1에 의한 저해가 극복되어야지만 Clb5,6이 활성화하고 S기가 개시된다.

## 상호작용
Cdk1은 이하의 인자들과 상호작용하는 것으로 나타난다.
- BCL2[15][16]
- CCNB1[17][18][19]
- CCEN1[17][20]
- CDKN3[21][22]
- DAB2[23]
- FANCC[24][25]
- GADD454A[26][27][28][29]
- LATS1[30]
- LYN[31][32]
- P53[33][34]
- 유비퀴틴C[35]

## 같이 보기
- 사이클린 의존성 인산화효소